# لويز هنرييت البوربونية
لويز هنرييت دي بوربون (الفرنسية:Louise-Henriette de Bourbon؛ 20 يونيو 1726 - 9 فبراير 1759)؛ مدموزيل كونتي بالولادة، وأميرة فرنسا بالزواج، وزوجة لويس فيليب الأول دوق أورليان، أصبحت دوقة شارتر (43-1752)؛ ثم دوقة أورليان القرينة بعد وفاة حماها أصبح زوجها رئيس أسرة أورليان وأمير الدم الأول، أصبحت الشخصية الأكثر الأهمية بعد أفراد العائلة المالكة.
ومن المعروف عنها أنها جدة لويس فيليب الأول أخر ملك لفرنسا، ومن خلاله هي سلف ملوك بلجيكا وإسبانيا والدوق لوكسمبورغ الأكبر، والمطالبين بالعرش الإيطالي والصربي والفرنسي والبرتغالي والبرازيلي.

## السيرة الذاتية
لويز هنرييت هي الابنة الوحيدة للويس أرمان الثاني أمير كونتي ولويز إليزابيث دي بوربون-كوندي حفيدة لويس الرابع عشر ملك فرنسا وعشيقته مدام مونتيسب، وإما من ناحية والدها هي حفيدة كونتي الأكبر الذي كان أحد المرشحين للعرش البولندي-الليتواني، كان والديها أولاد عمومة من الدرجة الأولى، بحيث كانت والدتها ابنة المفضلة لجدتها لويز فرانسواز دي بوربون ابنة لويس الرابع عشر غير شرعية.
توفي والدها في 1727 بسبب ورم في الصدر، عُرف عنه بأنها كان يسيء معاملة زوجته وتركها دون أن يعتذر لها، على هذا النحو أصبح شقيقها الأكبر لويس فرانسوا دي بوربون أمير كونتي، خلال وقت وفاة والدها كانت واحدة من ثلاثة أطفال المتبقيين، شقيقها الأمير، وشقيق الآخر لويس أرمان دي بوربون دوق ميركور الذي توفي بعد أقل ثلاثة سنوات.
في البداية تم اقتراح عليها الزواج من قريبها لويس جان ماري دي بوربون دوق بنثفير حفيد لويس الرابع عشر ووريث للثروة طائلة، إلا أن والدتها فضلت لها الزواج من لويس فيليب دوق شارتر وريث أسرة أورليان، مسبقاً وقع لويس فيليب في غرامة الأميرة هنرييت، إلا أن لويس الخامس عشر ملك فرنسا رفض الأمر، وذلك لأنه لا يريد أن يقترب آل أورليان من أسرته، لذلك تُرك الدوق في حالة يأس، قررت جدته فرانسواز ماري التفاوض مع ابنة شقيقتها لويز إليزابيث حول زواج الشابين، كان حماها متردداً في البداية إلا أنه اقتنع بالأمر بسبب تربيتها في الدير.
وأخيراً تزوج الشابين بـ 17 ديسمبر 1743 في كنيسة قصر فرساي كانت ذو السابعة عشر عاماً، في حين العريس أكبر منها بسنة،، كانت فرانسواز ماري تأمل أن يضع هذا الزواج حد للصراع بين آل أورليان وآل بوربون-كوندي.
على الرغم من أن البداية كانت هناك عاطفة بين الزوجين، إلا أن لويز هنرييت تسبب في الفضائح بالبلاط مما إلى أدى انفصالهما، بحيث قامت باتخاذ العديد من العُشاق، وكما أن زوجها كان له العديد من العشيقات، خلال الثورة الفرنسية ادعى ابنها فيليب إيتغالي أن والده لم يكن دوق أورليان، بل كان نتاج علاقة غير شرعية بين والدته وإحدى عُشاقها وذلك لإبعاد الشبهات عنه، إلا أن اختبارات الحمض النووي الحديثة أثبتت بأنه من نسل دوق أورليان والعائلة المالكة.
توفيت لويز هنرييت في 9 فبراير 1759 عن عمر يناهز الواحد والثلاثين عاماً في القصر الملكي بحيث كانت بجوار زوجها وأبنائها، اتخذ زوجها من إحدى عشيقاته مدام مونتسون زوجة له، ودفنت في فال دو غراس بباريس.

## الذرية

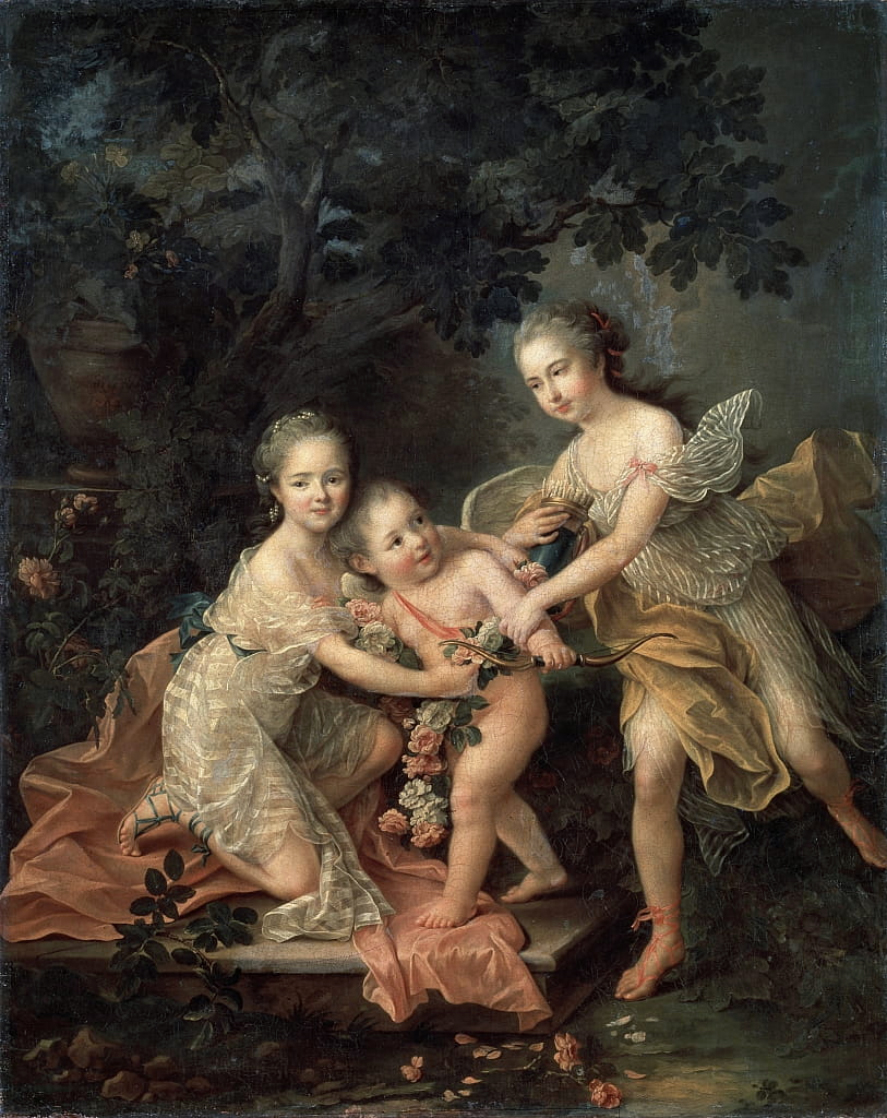
أبنائها: باثيلد تحمل الملاك مع لويس فيليب على جانب الأيمن.

أنجبت لويز هنرييت لزوجها ثلاثة أبناء:-
- ابنة (يوليو - ديسمبر 1745)؛ توفيت صغيرة.
- لويس فيليب الثاني دوق أورليان (13 أبريل 1747 - 6 نوفمبر 1793)؛ خلفاً لوالده، انحاز للثورة الفرنسية، ولكنه اعدم خلال عهد الإرهاب، هو والد لويس فيليب الأول ملك الفرنسيين.
- لويز ماري تيريز باثيلد (9 يوليو 1750 - 10 يناير 1822)؛ تزوجت من لويس هنري أمير كوندي، لهم ابناً واحداً، اشتهرت كوالدتها وجدتها من قبل باتخاذ العديد من العُشاق، وكما لها ابنة غير شرعية، انحازت مثل شقيقها إلى الثورة الفرنسية.